# Crato
Crato város Brazíliában, Ceará államban. Lakosainak száma 131 050 fő (2022). Crato Barbalha, Farias Brito, Caririaçú, Exu, Juazeiro do Norte, Moreilândia, Nova Olinda, Ceará és Santana do Cariri községekkel határos.

## Népesség
A település népességének változása:
| Lakosok száma | 104 646 | 121 428 | 133 031 | 133 913 | 131 050 |
|               | 2000    | 2010    | 2020    | 2021    | 2022    |